# Roger Schutz
Pour les articles homonymes, voir Schutz.
Roger Schutz (Roger Louis Schutz-Marsauche) ou Frère Roger, né le 12 mai 1915 à Provence (canton de Vaud, Suisse) et mort assassiné le 16 août 2005 à Taizé (Saône-et-Loire, France), est un religieux suisse, fondateur de la Communauté de Taizé.

## Biographie

### Formation
Roger Schutz est le dernier des neuf enfants du pasteur protestant originaire de Bachs en Suisse, Karl Ulrich Schutz, et d'Amélie Henriette Schutz-Marsauche, une protestante française originaire de Bourgogne.
Il naît et passe son enfance et sa jeunesse à Provence où son père est pasteur. De 1937 à 1940, Roger étudie la théologie protestante à la faculté de théologie protestante de Strasbourg et à Lausanne.
En 1940, à vingt-cinq ans, il s'installe en Bourgogne, près de la ligne de démarcation, indiquant « De Genève, je suis parti à bicyclette pour la France, cherchant une maison où prier, où accueillir et où il y aurait un jour cette vie de communauté ». Il s'installe alors à Taizé, en Saône-et-Loire, où il acquiert « la maison de Taizé » proche de l'abbaye bénédictine de Cluny, pour fonder une « communauté d'intellectuels chrétiens ».
Il indique y avoir accueilli des réfugiés juifs, ce qui n'a pas été confirmé. Mais de fait, il a hébergé de nombreux réfugiés, sous la surveillance de la gendarmerie et du commissaire de police de Mâcon, avec l'accord du préfet. Il a ainsi proposé à Madeleine Barot d'héberger des réfugiés sortant des camps d'internement.
En novembre 1942, après la fouille de sa maison par la Gestapo, il rentre en Suisse et forme une première communauté. Après la Libération, en octobre 1944, il retourne à Taizé. La même année, il est consacré pasteur à Neuchâtel. Avec ses compagnons, Schutz vient en aide aux prisonniers de guerre allemands puis aux enfants abandonnés de la région.

### Fondation de la communauté de Taizé
« Dans ma jeunesse, j'étais étonné de voir des chrétiens qui, tout en se référant à un Dieu d'amour, perdaient tant d'énergie à justifier des oppositions. Et je me disais : pour communiquer avec le Christ, y a-t-il réalité plus transparente qu'une vie donnée, où jour après jour la réconciliation s'accomplit dans le concret ? Alors j'ai pensé qu'il était essentiel de créer une communauté avec des hommes décidés à donner toute leur vie et qui cherchent à se réconcilier toujours. »[réf. nécessaire]
Au fil des ans se développe la communauté de Taizé. Durant l'été et l'automne 1941, Roger Schutz rédige des « Notes explicatives », esquisse d'une règle. Ses premiers compagnons sont Max Thurian, étudiant en théologie, Pierre Souvairan, étudiant en agronomie, et Daniel de Montmollin. Le jour de Pâques 1949, ils sont sept hommes à s'engager pour la vie dans la chasteté, la communauté des biens, l'obéissance au prieur. Peu à peu d'autres frères se joignent aux premiers.
La confiance que témoigne au fondateur de Taizé le pape Jean XXIII joue un rôle important dans l'histoire de frère Roger. « Ah ! Taizé, ce petit printemps ! » dira un jour Jean XXIII en accueillant frère Roger. Des mots que Jean-Paul II reprendra lors de sa visite à Taizé le 5 octobre 1986, ajoutant : « On passe à Taizé comme on passe près d'une source ». Quant au président Mitterrand, qui venait chaque année à Taizé, il confiait en 1985 à Marie de Hennezel : « Quand on me parle de se mettre en présence de Dieu, je pense toujours à Taizé ».
Du côté protestant, Roger Schutz a reçu l'appui de Marc Boegner, qui a prononcé un sermon à Taizé en 1962, à la veille de l'inauguration de l'église de la Réconciliation. La relation de confiance entre les deux hommes s'est maintenue jusqu'à la mort de Boegner.

### À l'écoute des jeunes
Au milieu des années 1960, Roger Schutz demande aux membres de la communauté de se préparer à comprendre les jeunes, de les écouter[réf. nécessaire].
De 1962 à 1989, Roger Schutz visite la plupart des pays d’Europe de l’Est, parfois pour des rencontres avec des jeunes[réf. nécessaire].
Il voyage aussi à travers le monde, parfois pour vivre simplement parmi les pauvres (Calcutta, mer de Chine, un bidonville de Nairobi, le Sahel, Madras (Inde), Manille (Philippines), Johannesburg (Afrique du Sud), États-Unis, Canada, Chili. Son objectif étant d'encourager les jeunes à être porteurs de confiance et de réconciliation, là où ils vivent, unissant dans leur existence vie intérieure et solidarité humaine[réf. nécessaire].

### Rapprochement avec Rome

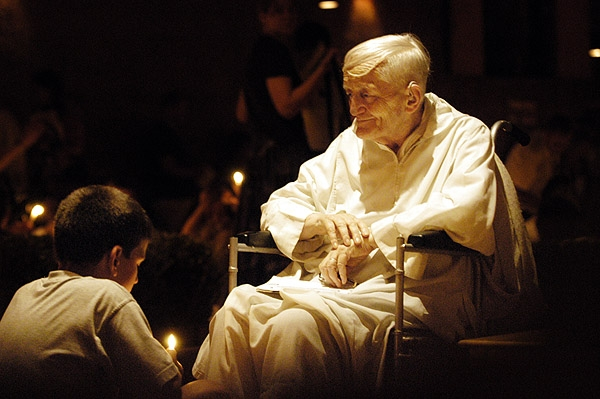
Roger Schutz en 2003

D'origine protestante, Roger Schutz s'est, au cours des années, rapproché de l'Église et de la foi catholique, prenant ses distances avec la Fédération protestante de France et plus encore avec l’ecclésiologie protestante, se prononçant notamment en faveur du célibat des prêtres et d’un ministère universel du pape.
En 1980, lors d’une rencontre européenne de jeunes à Rome, en présence du pape Jean-Paul II, il déclara : « J'ai trouvé (…) ma propre identité de chrétien en réconciliant en moi-même la foi de mes origines avec le mystère de la foi catholique, sans rupture de communion avec quiconque ».
Cette évolution et, plus encore, la révélation de l’ordination comme prêtre catholique de Max Thurian en 1987, dissimulée durant un an, ont semé le doute et provoqué des tensions avec le protestantisme français.
Jean-Claude Escaffit et Moïz Rasiwala rapportent le « trouble profond » ressenti par le fondateur de Taizé, en apprenant l'ordination au sacerdoce catholique de Max Thurian, qui lui aurait été annoncée par lettre une semaine après, dans la perspective des conséquences désastreuses que cela pouvait avoir sur les relations œcuméniques. Par ailleurs, les auteurs affirment que Roger Schutz communiait exclusivement à l'eucharistie catholique depuis 1972, date de l'engagement du premier frère catholique dans la communauté, tandis que les protestants continuaient de célébrer le réformé. Aboutissement de cette évolution, Roger Schutz, Frère Roger, reçoit la communion du cardinal Ratzinger, lors des obsèques de Jean-Paul II, en avril 2005.
En 2006, l'historien Yves Chiron, proche des catholiques traditionalistes, révèle dans sa lettre d'information religieuse Aletheia que Roger Schutz se serait converti au catholicisme en 1972 sans que cela soit révélé au grand public. Sa profession de foi catholique aurait été reçue alors par l'évêque d'Autun, Armand Le Bourgeois, sans que cela soit annoncé publiquement,. Alois Löser, successeur de Roger Schutz, déclare que l'information est inexacte. Il affirme qu'il n'y a pas eu de conversion à proprement parler ni de rupture avec ses origines, mais une volonté de rapprochement tandis que le pasteur Gill Daudé, responsable du service des relations œcuméniques de la Fédération protestante de France parle lui de démarche de dépassement des clivages confessionnels. Gérard Daucourt, membre du Conseil pontifical pour l'unité des chrétiens, indique pour sa part que frère Roger n'a pas triché « en cachant une conversion au catholicisme au sens où on l’entend habituellement ». Il « partageait la foi catholique dans le ministère et dans l’Eucharistie », « il vénérait la Vierge Marie » et il espérait «une proche restauration de l’unité visible entre tous les chrétiens», mais en voulant «vivre cela sans rupture avec quiconque»,. 
Dans une lettre remise à Paul VI en 1975, Roger Schutz demandait que « la réconciliation des chrétiens s'accomplisse sans demander aux non-catholiques de passer par un reniement de leurs familles d'origine ».

### Assassinat

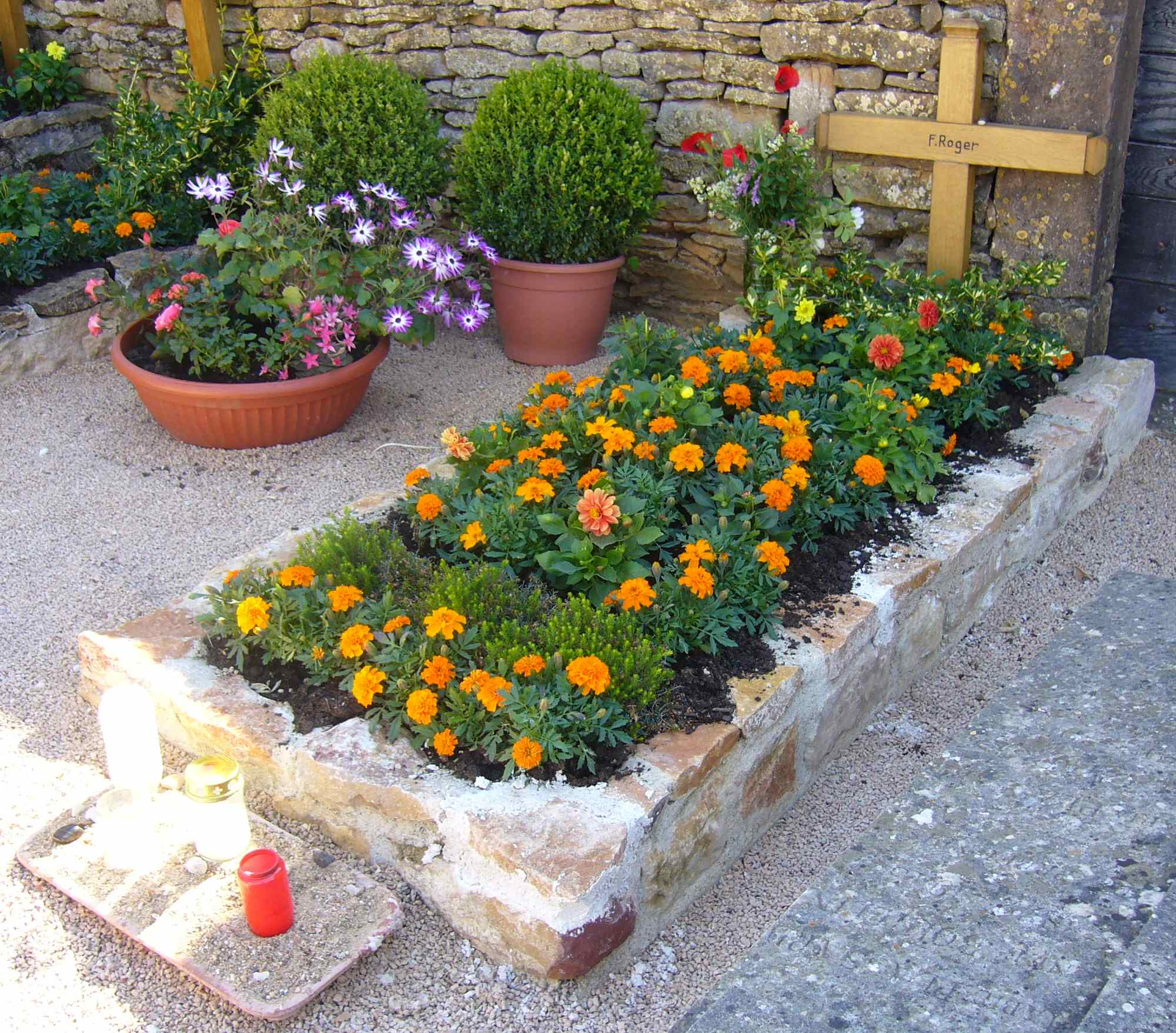
La sépulture de Roger Schutz.

Le 16 août 2005 au soir, alors qu'il participe à la prière commune avec 2 500 jeunes pèlerins présents à Taizé, Roger Schutz est poignardé mortellement par  Luminița Solcan, une déséquilibrée roumaine de trente-six ans, qui s'était introduite au milieu du chœur des Frères.

#### Luminița Solcan
Mystique, fervente catholique, entendant des voix, Luminița Solcan voulait devenir religieuse et avait essayé d'intégrer la communauté de Taizé. Mais elle s'en voit refuser l'accès, car seuls les hommes y sont acceptés. Elle tente alors d'approcher directement Roger Schutz à plusieurs reprises, à Lisbonne en 2004 et à Taizé, une première fois, l'année suivante. Après ses multiples échecs, elle entend alors dénoncer « […] ces moines nécessairement francs-maçons, inscrits dans un complot plus large contre l'Église […] ». 
Le 15 ou le 16 août, elle achète un laguiole à Cluny, puis se rend à Taizé, où elle tue Roger Schutz,.
En 2007, diagnostiquée paranoïaque et schizophrène, elle bénéficie d'un non-lieu psychiatrique, puis elle est internée au centre hospitalier spécialisé de La Chartreuse, à Dijon. Le 30 mars 2011, alors qu'elle est toujours à l'asile de La Chartreuse, elle est poignardée de 17 coups de couteau par la femme partageant sa chambre, et qui s'était fait volontairement interner la veille. Grièvement blessée, elle survit et elle demande à être transférée en Roumanie, dans un établissement psychiatrique à Pădureni-Grajduri (Iași), près de sa mère,.
En 2016, elle porte plainte contre le centre hospitalier, son agresseur étant, elle aussi, déclarée pénalement irresponsable.

### Funérailles
Les funérailles de Roger Schutz se déroulent le 23 août 2005 en l'église de la Réconciliation de Taizé en compagnie des membres de la communauté de Taizé et de personnalités politiques et religieuses, parmi lesquelles Horst Köhler, président de l'Allemagne, Nicolas Sarkozy, ministre français de l'Intérieur, le pasteur Jean-Arnold de Clermont, président du Conseil de la Fédération protestante de France, l'évêque luthérien Wolfgang Huber, président de l'Église protestante en Allemagne, l'archiprêtre Mikhail Goundiaïev, représentant du Patriarcat orthodoxe de Moscou, en présence de plus de douze mille personnes.
Les obsèques sont présidées par le cardinal Walter Kasper.
Au lendemain de sa mort, Bruno Frappat écrit : « Frère Roger, sans doute, aura été l’un des plus immenses de nos contemporains. (…) Pas un fondateur d’empire. Pas un potentat de l’industrie ou du commerce. Pas un vaniteux de la notoriété médiatique. Pas un opulent du patrimoine et des biens fugitifs. Il n’a rien laissé de concret, de matériel, de palpable, de négociable. Il a fondé une parcelle d’humanité. Comme réinventé une manière d’être humain. Avec les mots de tous. ».
Roger Schutz est inhumé dans le cimetière du village de Taizé.

## Prix

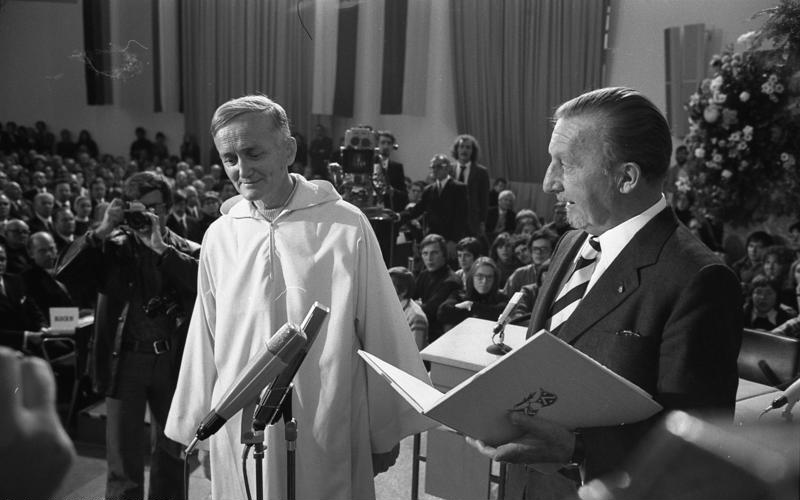
Remise du prix de la paix des libraires allemands à Francfort en 1974.

- Prix de la paix des libraires allemands, Francfort, 1974
- Prix Templeton, Londres, 1974[34]
- Prix Unesco de l'éducation pour la paix, 1988
- Prix international Charlemagne, 1989
- Prix Robert Schuman, Strasbourg, 1992.
- Award for an international humanitarian service, Université de Notre Dame, Indiana, États-Unis (Prix pour un service humanitaire international, Université de Notre Dame, Indiana, États-Unis), 1997
- Dignitas Humana Award, Saint John’s University, Collegeville, Minnesota, États-Unis (Prix pour la défense de la dignité humaine, Université Saint John, Collegeville, Minnesota, États-Unis), 2003

## Citations
- « Une des pures joies d'Évangile est d'avancer encore et toujours vers une simplicité du cœur qui entraîne à une simplicité de vie ».
- « La liberté est une flamme autour de laquelle je danse » (in : Dynamique du provisoire).

## Œuvres de Frère Roger

### Livres
- Introduction à la vie communautaire, 1944
- Vivre l'aujourd'hui de Dieu, 1959
- L'unité espérance de vie, 1962
- Dynamique du provisoire, 1965 (ISBN 2020045699)
- Unanimité dans le pluralisme, 1966
- Violence des pacifiques, 1968
- Ta fête soit sans fin, 1971
- Lutte et contemplation, 1973
- Vivre l'inespéré, 1974
- Étonnement d'un amour, 1979 (ISBN 2-85040-142-0)
- Fleurissent les déserts du cœur, 1982 (ISBN 2-85040-006-8)
- Passion d'une attente, 1985 (ISBN 2-02-008948-3)
- Son amour est un feu, 1988 (ISBN 2-85040-083-1 et 2-85040-093-9)
- Amour de tout amour, 1990 (ISBN 2-85040-107-2)
- En tout la paix du cœur, 1998 (ISBN 2-259-18389-1)
- Les Sources de Taizé, 2001 (ISBN 2-85040-187-0)
- Dieu ne peut qu'aimer, 2001 (ISBN 2-85040-194-3)
- Pressens-tu un bonheur ?, 2005 (ISBN 2-85040-227-3)
- Choisir d'aimer – Frère Roger de Taizé 1915-2005, 2006 (ISBN 2-85040-231-1).

### Participations
- Vladimir Sytchov, Taizé comme à une source…, 1989 (ISBN 2-227-36041-0)Textes de frère Roger
- Mère Teresa de Calcutta et Frère Roger de Taizé, Marie, mère des réconciliations, 1987 (ISBN 2-227-34044-4)
- Mère Teresa de Calcutta et Frère Roger de Taizé, La prière, fraîcheur d'une source, 1998 (ISBN 2-227-43670-0 et 2-227-47308-8)
- Christian Feldmann (préf. frère Roger), Mère Teresa : Une vie où la charité demeure, 2002 (ISBN 2-88011-285-0)